# 謝一夔
謝一夔（しゃ いつき、1425年 - 1487年）は、明代の官僚。字は大韶。本貫は南昌府新建県。

## 生涯
王得仁の子として生まれた。1460年（天順4年）、首席で進士に及第し、状元とされた。翰林院修撰に任じられ、『英宗実録』の編纂に参与した。左春坊左諭徳に進んだ。1471年（成化7年）、彗星が観測され、成化帝が諫言を求めた。一夔は後宮を正し、大臣に親しみ、言論の道を開き、刑事裁判を慎重に審議し、無駄な出費を戒めるよう求める五事を上奏した。その言葉は懇切真摯すぎたため、成化帝に叱責された。1477年（成化13年）、学士となった。1480年（成化16年）、礼部右侍郎に転じた。1486年（成化22年）10月、工部尚書に進んだ。1487年（成化23年）5月19日、死去した。享年は63。太子少保の位を追贈された。正徳年間、文荘と諡された。著書に『古源文集』6巻があった。